# Gungner
Gungner eller Gunger (nørrænt: gungnir "det rystende") var ifølge nordisk mytologi Odins altgennemborende, træfsikre spyd som Loke gav til Odin, da han skulle fungere som dommer i et væddemål mellem Loke og dværgene.
Det er ifølge eddadigtet Skáldskaparmál smedet af Ivaldesønnerne.

## Attesteringer

### Den ældre Edda
Ifølge Den ældre Edda var spydet smedet af dværgene. Loke finder spydet mens han besøger dværgene (hvor han er for at bestille guldhår til Sif). Loke smigrer dværgene og spørger efter spydet, som de giver til ham.[kilde mangler] I eddadigtet Völuspá bliver det beskrevet hvordan krigen mellem aserne og vanerne først begynder rigtigt, da Odin kaster et spyd over hovederne på de forsamlede vanerguder. Om dette spyd specifikt var Gungner er dog ikke ubestemt. I Sigrdrífumál rådgiver en valkyrie, Sigrdrifa, Sigurd om magiske anvendelser af runer. Hun fortæller blandt andet Sigurd, at der var hugget runer ind i spidsen på Gungner.

### Den yngre Edda
Ifølge kapitel 51 af bogen Den ældre Edda, Gylfaginning, vil Odin ride foran Einherjerne på vejen til slagmarken ved Ragnarok iført en guldhjelm, en imponerende kappe af ringbrynje og bærende på Gungner. Han vil derefter gå til angreb på Fenrisulven med det.
I Skáldskaparmál er der givet flere oplysninger om spydet. Spydet blev smedet af dværgene kendt som Ivaldesønnerne under styringen af smeddværgen Dvalin. Spydet blev skaffet af Loke som led i hans plan om at søge en delvis erstatning for, at han havde skåret håret af Sifs hoved. Spydet er beskrevet som at være så velballanceret, at det kunne ramme ethvert mål, uanset kasterens dygtighed eller styrke.

## Arkæologiske bevis
Hvis rytteren på hest vist på Bökstastenen er blevet korrekt identificeret som Odin, vises Odin med Gungner, mens han jager en elg.

## I Nibelungens Ring
I Richard Wagners operacyklus Nibelungens Ring er Wotans (Odins) spyd lavet af træ fra verdenstræet Yggdrasil og er indgraveret med de kontrakter hvorfra Wotans magt stammer. Han bruger spydet til at knække Siegmunds (Sigmunds) sværd, hvilket fører til Siegmunds død. Da han forsøger at forhindre operaens eponyme helt, Siegfrid (Siegmunds søn), fra at vække Brünnhilde (Brynhild) fra hendes fortryllede søvn, knækker Siegfrid sværdet i to og Wotan flygter. Det er underforstået, at denne begivenhed er enden på Wotans magt, og han viser sig aldrig igen på scenen.